# Elisabeth Zillich
Anna Natalie Elisabeth Zillich (* 31. August 1904 in Radebeul; † 10. Dezember 1968 in Dresden) war eine deutsche Malerin und Keramikerin.

## Leben und Werk
Der Vater Elisabeth Zillichs, Edwin Zillich, war der seinerzeitige Apotheker (heute Alte Apotheke, Gellertstraße 18) in Alt-Radebeul und nach dem Umzug ab 1908 in Elstra. Ab 1932 studierte Elisabeth Zillich bei Max Feldbauer und Ferdinand Dorsch Malerei an der Akademie für Bildende Künste Dresden und von 1934 bis 1938 bei Karl Caspar an der Akademie der Bildenden Künste München. Sie unternahm Studienreisen im In- und Ausland und arbeitete dann bis an ihr Lebensende als freischaffende Malerin in Elstra. Sie schuf u. a. einen Bilderzyklus „Aus der Lausitz“. Aus ihrer großen Liebe zu Tieren entstanden viele Tierdarstellungen u. a. eine Reihe von Aquarellen „Meine Katzen“. Mit ihren Bildern war Elisabeth Zillich nach 1945 auf einigen der ersten Kunstausstellungen in Ostsachsen vertreten.
Neben der Malerei befasste Elisabeth Zillich sich seit ihrer Kindheit mit der Töpferei. Sie fertigte vor allem Dosen, Krüge und Vasen, die sie in blauer Schlickmalerei auf weißem Grund mit figürlichen Szenen, Stadtbildern, Tiermotiven und mit Netz-, Schnur-, Punkt- und Rosettenornamenten bemalte. Dabei bediente sie sich einer Technik, wie sie bereits die Lausitzer Töpferei der Stein- und Bronzezeit aufweist. Ihre keramischen Arbeiten wurden auf vielen wichtigen Ausstellungen gezeigt, u. a. auf den Grassimessen in Leipzig und auf den Handwerkermessen in München, im Ausland u. a. in der Sowjetunion, der ČSSR, in Finnland, Ungarn, China und Südafrika.
Elisabeth Zillich war eine gläubige Künstlerin, erhielt aber, „weil sie keine Kompromisse einging“, erst spät kirchliche Aufträge, so für das Mosaik des Altarkreuzes und des Tabernakels der 1968 eingeweihten katholische Pfarrkirche Sdier.

## Keramische Arbeiten (Auswahl)
- Vase (um 1950/1955, Ton, glasiert, bemalt; Kunstgewerbemuseum Dresden)[4]

- Krug "Görlitz" (1957, 33 cm; auf der Ausstellung „Frauenschaffen und Frauengestalten in der bildenden Kunst“)
- Mokkaservice (auf der Ausstellung „Frauenschaffen und Frauengestalten in der bildenden Kunst“)

## Ausstellungen (unvollständig)

### Einzelausstellungen
- 1960 Bautzen, Stadtmuseum (mit Max Langer, Helmut Gebhardt, Gottfried Zawadzki und Maria-Luise Bürkner)
- 2005 Dresden, Galerie Drei (Malerei und Keramik)
- 2018 und 2020 Elstra, Kirche[5]

### Teilnahme an Ausstellungen
- 1937: Dresden, Städtische Kunsthalle („Sommerausstellung“ des Deutschen Künstler-Verbands Dresden und der Deutschen Künstlervereinigung Dresden)

- 1946 Dresden, Kunstausstellung Sächsische Künstler[6]
- 1948 und 1949: Bautzen, 2. und 3. Jahresausstellung Lausitzer Bildender Künstler[7][8]
- 1960: Berlin, Pavillon der Kunst („Frauenschaffen und Frauengestalten in der bildenden Kunst. 50 Jahre Internationaler Frauentag.“)

## Weblink
- https://digital.slub-dresden.de/werkansicht/dlf/378428/7